# Finowkanalen

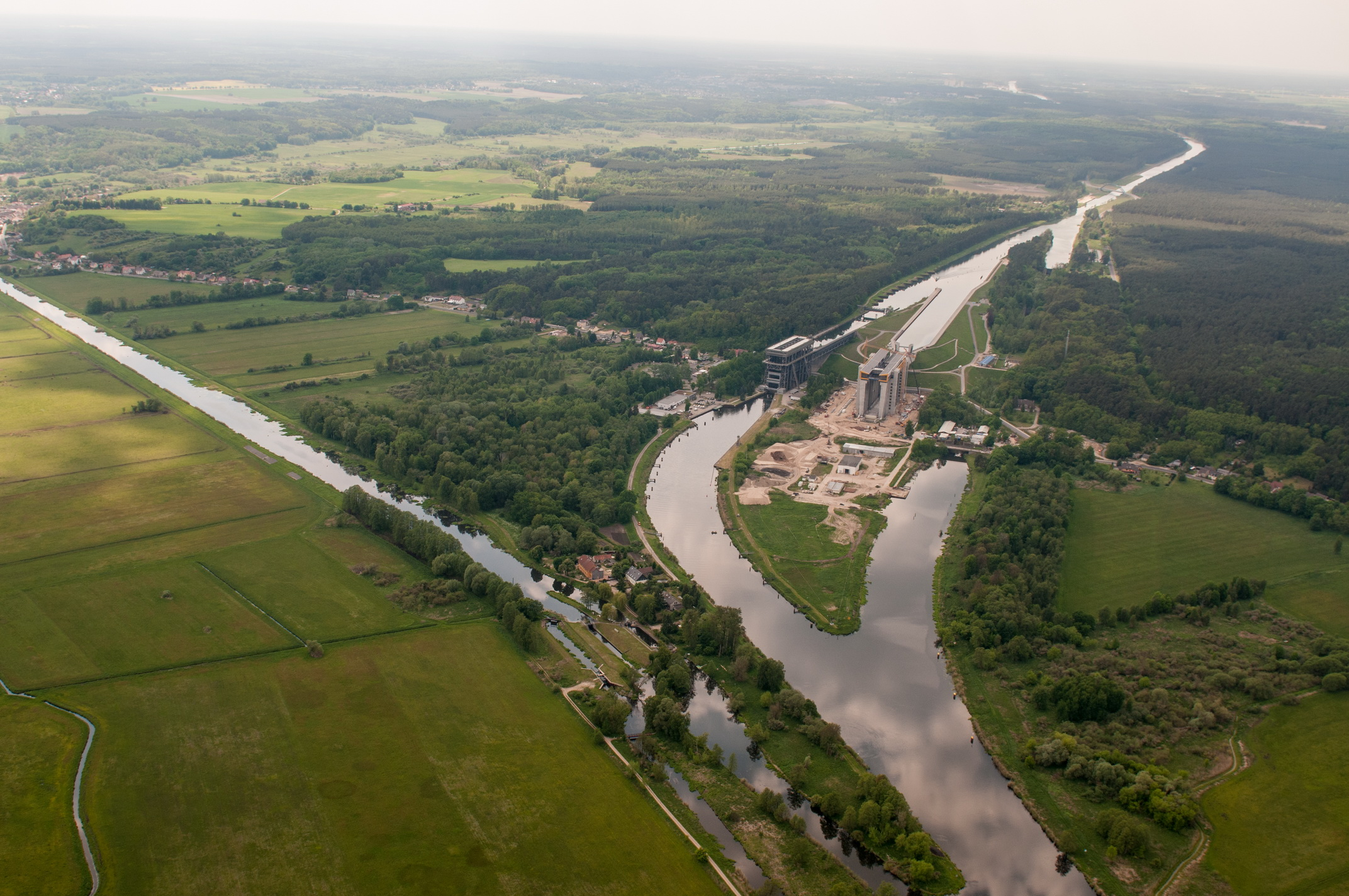
Finowkanalen kommer från vänster och mynnar vid bildens nedre kant i Oder-Havelkanalen

Finowkanalen är en 32 km lång kanal i förbundslandet Brandenburg i Tyskland. Kanalen sammanlänkade ursprungligen floden Havel med Oder. Under tidiga 1900-talet infogades delar i den nyskapade Oder-Havelkanalen. Kanalen inkluderar större delen av floden Finow. Den överbryggar en höjd av 40 meter.
Mellan 1605 och 1620 skapades kanalens första version. Den är så Tysklands äldsta konstgjorda vattenväg som fortfarande används. Under Trettioåriga kriget blev kanalen en ruin och den blev bortglömd.
Efter andra freden i Stockholm 1720 tillhörde floden Oders mynning Preussen. Kung Fredrik Vilhelm I mottog ett förslag att skapa en vattenväg mellan Oder och Havel. En kommission som skulle prova förslaget var negativt inställd. När Fredrik II 1740 blev kung fick han av sin minister von Görne ett nytt förslag. De följande undersökningarna hittade dokument från 1603 och 1608 som visade att projektet kunde utföras. Inte heller krigsrådet Rappard som hade kännedom om vattenbyggnader såg några förhinder. Kungen gav i juli 1743 befallning om kanalens uppförande. Enligt planen skulle åtta slussar ingå i kanalen. Vid bygget hittades fundament av slussar från 1600-talet och de var i gott skick. Den tänkta kostnaden av 38 600 riksdalar ökade under bygget till cirka 126 000 riksdalar, bland annat för två extra slussar. Finowkanalen invigdes den 16 juni 1746 med ett fartyg som hade 100 ton salt som last. Efteråt blev det tydligt att kanalen var bristfällig. Under de följande åren tillkom flera förbättringar. Dessutom fastslogs ett maximalt mått för fartygen. Finowkanalen hade fram till 1780 vattenbrist och därför skapades en extra kanal som hämtade vatten från Havels övre lopp.
Kanalen gynnade sedan flottläggningen kring staden Lychen och senare i Fürstenberg. Under 1800-talet tillkom flera mindre kanaler i regionen med anslutning till Finowkanalen. Med hjälp av kanalens vatten drevs många sågverk och vattenkvarnar.
Vid början av 1900-talet blev kanalen för liten för trafiken och därför byggdes mellan 1906 och 1914 Oder-Havelkanalen. Sedan 1972 används den gamla kanalen av privata båtar och paddlare.
Kanalen fick 2007 status som tekniskt minnesmärke.